# Abrytasites
Abrytasites is een uitgestorven geslacht van amonnieten dat voorkwam in het Krijt. Het geslacht behoort tot de onderklasse der Ammonoidea.